# Mesoleptus tripunctus
Mesoleptus tripunctus là một loài tò vò trong họ Ichneumonidae.